# Samiha Khreis
Samiha Ali Khreis (16 d'agost de 1956, Amman) –en àrab, سميحة خريس– és una periodista, escriptora i novel·lista jordana.

## Biografia
Samiha va estudiar l'educació primària a Qatar, però més tard es va traslladar al Sudan, ja que el seu pare exercia un càrrec al cos diplomàtic. El 1973, va finalitzar l'educació secundària de la branca literària a l'escola de Khartum. Així mateix, es va llicenciar en Sociologia (1978) i en Literatura a la Universitat del Caire, a Egipte.

## Carrera professional
Ha treballat com a periodista en diversos diaris: Al-Ittihad (en àrab: الإتحاد, lit. "La Unió") als Emirats Àrabs Units (1981-1998); Al-Dostour (1998) i Al Rai a Jordània.
El 1999 va ocupar el càrrec de periodista i directora del Departament de Cultura. Així mateix, va assumir el càrrec, fins a la seva jubilació, de redactora en cap de la revista infantil Hatem, que es publicava en Jordan Press Foundation- Al Rai.
A més, va ser membre de la Junta Directiva de la Corporació de Ràdio i Televisió de Jordània (2009) i de la Junta Directiva de l'Agència de Notícies de Jordània (Jordan News Agency - Petra) el 2010.
Està afiliada a diverses associacions i organismes culturals, com l'Associació d'Escriptors Jordans, el PEN Internacional i el Sindicat de Periodistes de Jordània, i és una de les fundadores de la Unió d'Escriptors dels Emirats Àrabs Units. D'altra banda, ha participat en nombroses conferències i seminaris àrabs que van tenir lloc a Abu Dabi, al Marroc, Tunísia i Bagdad, així com també en esdeveniments de caràcter més local.
Moltes de les seves obres literàries s'han transmès com radionovel·les per la Corporació de Ràdio i Televisió Jordana. Per això, se li van atorgar premis en diverses ocasions al Festival Àrab de Ràdio i Televisió del Caire (Cairo Arab Media Festival). Algunes de les seves obres premiades són: Shajarat al-fuhud ("L'arbre de les panteres"), Khashkhash ("Rosella") i Crimea (posteriorment es va adaptar a una sèrie, anomenada La nit blanca).
Cal assenyalar que va escriure guions cinematogràfics i radiofònics, històries i novel·les. Les seves novel·les han estat publicades en diaris àrabs i jordans, i també traduïdes a diferents idiomes. Entre elles: L’antología jordana a l'anglès, Dafatir Al-Toufan (“Quaderns del diluvi”) a l'alemany i al l'espanyol i al-Suhn a l'alemany.
Entre els anys 2002 i 2003, la ràdio jordana va emetre Shajarat al-fuhud  ("L'arbre de les panteres"), Khashkhash ("Rosella") i Dafatir Al-Toufan (“Quaderns del diluvi”), de les que van sorgir obres dramàtiques basades en aquestes novel·les.

## Premis
- El 1997 va rebre el Premi al Mèrit Estatal per part de Ministeri de Cultura a la novel·la Shajarat al-fuhud.
- El 2002 va rebre la Medalla d'or al Mèrit en el Treball en el concert de El Caire per les obres dramàtiques.
- El 2004 va rebre el Premi Abu al-Qasim al-Shabbi a Tunísia per la novel·la Dafatir Al-Toufan.
- El 2008 va rebre el Premi per la Creativitat Literària Arab Thought Foundation a Beirut per la seva trajectòria literària.
- El 2014 va rebre el Premi al Mèrit Estatal en Literatura (ex aequo).
- El 2015 va ser condecorada amb la Medalla d'Excel·lència del Rei Abdullah II Ibn Al Hussein.
- En 2017 va rebre el Premi Katara de la Novel·la Àrab per la novel·la Fustuk Abeid.

## Obres

### En àrab
- 1978. Ma’a al-ard: col·lecció de contes, Jartum: Dar Alayam.
- 1980. Rihlati: novel·la. Beirut: Dar al-Haytham.
- 1990. al-Mad: novela. Amman: Dar Shorouq.
- 1995. Shajarat al-fuhud: taqaseem al-hayat. Amman: Dar al-karameel.
- 1996. Orquestra: col·lecció de contes. Irbid: Dar al-kendi.
- 1997. Shajarat al-fuhud: taqaseem al-ishq. El Caire: Dar Sharqiyat.
- 1998. al-qarmiya: novel·la. Amman: Amana Publications.
- 2000. Khashkhash: novel·la. Beirut: Dar al-dirassat al-arabiya.
- 2003. Dafatir Al-Toufan: novel·la. Amman: Amana Publications.
- 2004. VOL.2 El Caire: Al Dar Al Masriah Al Lubnaniah.
- 2003. al-Suhn: novel·la. Amman: Dar Azminah.
- 2007. Nara: L'imperi de paper. Amman: Dar Nara.
- 2008. al-raqs ma’a al-shaytan. Amman: Dar Nara.
- 2009. Nahnu. Amman: Dar Nara.
- 2010. Yahya. Beirut: Dar taqafat wa al-arabiya li al-ulum.
- 2011. Ala janah al-tayr. Siria: Dar al-hulul.

### Obra traduida al espanyol
- 2003. Cuadernos del diluvio. Don Quijote. ISBN 9789204764734

### Publicacions conjuntes
- Un conte de la col·lecció Bassem ("Històries de Jordània"). Associació d'Escriptors de Jordània.
- Un conte traduït dins d'una anatologia jordana, publicat en anglès.

## Obres que tracten l'experiència de Samiha Khreis
- Dr. Nidal Al Saleh. "Samiha Khreis: lectures en l'experiència fictícia".
- Dr. Nizar Qubeilat. "Estructures narratives en les novel·les de Samiha Khreis".
- Dr. Ibrahim Melhem. "En la formació del discurs narratiu: visió i art de Samiha Khreis":
- Nazih Abu Nidal. "Els jardins femenins".

## Crítiques sobre les obres de Samiha Khreis
- El crític iraquià Uruk Abbas: "Un text sobre la prohibició descriu de manera bastant detallada la realitat de la dona des de diferents angles, entrant en els entramats psicològics i aprofundint en la seva consciència. Va més enllà del que han escrit anteriors autores i s'enfronta a una preocupació legítima per la dona que està oberta a l'energia de la seva consciència i de la consciència de l'altre, i els problemes que s'enfronta amb aquest objectiu; un intent per desfer-se de les suposicions prefabricades, i trobar un punt de suport per a una nova entitat amb la seva pròpia experiència".
- El crític egipci Samir Ahmed Al-Sharif: "Samiha Khreis demostra una força creativa en el seu desafiament a l'oblit que està sorgint en el món àrab. En general, és un fet que prové del caràcter positiu de les dones i de la capacitat del seu llenguatge per influir i fer visible la seva presència a través de l'alliberament dels moments més íntims. Khreis mitjançant el llenguatge i les seves narratives de caràcter patrimonial ens acosta al sentiment de passar d'un lloc familiar a un altre desconegut que l'ull s'ha d'acostumar a ell. D'una manera o altra, descriu a persones, coses i llocs presents en les nostres vides, amb les que simpatitzen les nostres consciències. És una sèrie de "debats" impressionants, que reflecteixen la unitat d'un estat estètic, comparteixen l'aparença externa i l'essència que compartim tots els àrabs en les nostres vides. Tot això ha aportat a la novel·la dolçor, així com la capacitat de connectar amb les nostres vides àrabs, quan va col·locar la seva mà sobre les cordes escenogràfiques i humanístiques i les va tocar com si fossin un instrument musical".
- El crític Ibrahim Jaaber opina sobre la novel·la al-Suhn: "Aquesta novel·la pertany a aquest gènere literari que quan acabes de llegir-la no pots oblidar-te dels seus protagonistes, fins que de sobte els trobes al teu llit i provoquen un caos a l'habitació i fins i tot, sents com si algú s'amagués en la teva camisa. Per un moment, no només sents l'aroma a préssec que envaeix el lloc, sinó que també perceps un líquid de gust dolç que va gotejant dels teus dits".
- El Dr. algerià Rachid Ben Malek fa aquesta crítica: "Aquesta novel·la representa un gran avenç qualitatiu en la narrativa àrab contemporània, planteja molts interrogants sobre les seves insinuacions semàntiques i enfocaments metodològics per supervisar les eines del seu funcionament. Això es deu al fet que existia un rebuig a la divulgació del text pel seu contingut de manera autoritzada i la superposició de la narrativa retòrica i el seu trasllat d'un cos a un altre sense previ avís. Tot i ser adaptat per transitar pels entramats del text ".
- El crític literari tunisià Kamel Riahi: "El nom de Samiha Khreis ja no és desconegut per als lectors àrabs, se li coneix per la seva col·lecció de novel·les i narracions. Aquestes obres només poden ocupar un lloc brillant en un dels racons en la seva memòria, ja que a partir dels seus primers contes i gràcies a l'escriptura es va obrir el seu propi camí i guanyar seguidors que es mantenen al corrent de les seves últimes publicacions literàries. A més, confien en la seva capacitat creativa i és impossible que les seves mans no desprenguin un art enlluernador, realista i una màgia lingüística increïble".
- L'escriptor sirià Nabil Suleiman: "Què queda a part de l'incendi? És la retòrica de foc a la novel·la de Samiha Khreis una gran sàtira? ".
- El crític literari jordà Nazih Abu Nidal fa una crítica sobre la novel·la Nahnu: "Aquest exotisme filosòfic és nou per a una escriptura que no deixa de superar-se, sigui en la forma o al contingut".
- Pablo García Suárez (traductor de Dafatir Al-Toufan a l'espanyol): "Pel que fa a les virtuts morals que caracteritzen aquest llibre, m'agradaria referir-me als valors universals que conté, als quals se suma el desig d'una vida millor, un desig que va empènyer a tots els protagonistes de la novel·la a emigrar un dia a Amman a la recerca d'un suport o noves oportunitats de vida".
- La crítica jordana, Rafika Dudin: "La novel·lista creativa Samiha Khreis va demostrar el mèrit de la ploma creativa jordana, l'originalitat de la prosa i la seva contribució per assolir noves àrees estètiques en el camp de la creativitat. Això la va treure de l'estat d'alternança entre el prevalent i allò que fingeix, el dret a enriquir-se i enriquir la diferència per a les experiències creatives quan es posa a prova la característica de la interpretació social. Cosa que permet un estat elusiu envoltat de la possibilitat d'anul·lar a l'altre i excloure'l si no té una posició simbòlica important al nucli de la creativitat, i on sigui que el seu centralisme es pugui dispersar escrivint la variació i la diferència, cosa que no significa només una suma quantitativa".